# Municipio de Shirley (Pensilvania)
El municipio de Shirley (en inglés: Shirley Township) es un municipio ubicado en el condado de Huntingdon en el estado estadounidense de Pensilvania. En el año 2000 tenía una población de 2.526 habitantes y una densidad poblacional de 16.8 personas por km².

## Geografía
El municipio de Shirley se encuentra ubicado en las coordenadas 40°21′00″N 77°44′58″O / 40.35000, -77.74944.

## Demografía
Según la Oficina del Censo en 2000 los ingresos medios por hogar en la localidad eran de $31,366 y los ingresos medios por familia eran de $36,386. Los hombres tenían unos ingresos medios de $30,662 frente a los $19,115 para las mujeres. La renta per cápita de la localidad era de $15,757. Alrededor del 13,1% de la población estaba por debajo del umbral de pobreza.